# Majdalena
Majdalena är en ort i Tjeckien.   Den ligger i regionen Södra Böhmen, i den centrala delen av landet, 130 km söder om huvudstaden Prag. Majdalena ligger 437 meter över havet och antalet invånare är 496.
Terrängen runt Majdalena är huvudsakligen platt. Majdalena ligger nere i en dal. Runt Majdalena är det ganska glesbefolkat, med 40 invånare per kvadratkilometer. Närmaste större samhälle är Třeboň, 8,1 km nordväst om Majdalena. I omgivningarna runt Majdalena växer i huvudsak blandskog.